# Niko Besnier
Niko Besnier (né en 1958) est un anthropologue américano-franco-néozélandais spécialiste en anthropologie culturelle, plus spécifiquement du genre, des sexualités et du sport dans le contexte de la mondialisation. Il a notamment fait des recherches de terrain en Polynésie, sur l'atoll de Nukulaelae aux Tuvalu et aux Tonga, ainsi qu'au Japon, aux États-Unis et en Europe de l'Ouest.

## Biographie
Niko Besnier nait en Algérie et grandit en Espagne et au Royaume-Uni. Après des études de terrain en Polynésie (Tuvalu et Tonga) commencées en 1977, il obtient un bachelor en mathématiques à l'université de Californie à Santa Barbara, un master en linguistique de l'université Stanford en 1981 et un doctorat en linguistique de l'université de Californie du Sud en 1986.
Il enseigne dans plusieurs universités : l'université de l'Illinois à Urbana-Champaign, l'université Yale, l'université Victoria de Wellington et l'université de Californie à Los Angeles. Depuis 2005, il enseigne l'anthropologie culturelle à l'université d'Amsterdam et à l'université La Trobe à Melbourne en Australie.
De 2016 à 2019, il est rédacteur en chef de la revue American Ethnologist.

## Publications principales
Parmi les nombreux ouvrages écrits ou co-dirigés par Niko Besnier, les plus notables sont les suivants, :
- (en) Niko Besnier, Gossip and the Everyday Production of Politics, University of Hawaii Press, 8 juillet 2009 (ISBN 978-0-8248-6269-5, lire en ligne) (sur l'atoll de Nukulaelae et les ragots)
- (en) Niko Besnier, On the Edge of the Global: Modern Anxieties in a Pacific Island Nation, Stanford University Press, 2 mars 2011 (ISBN 978-0-8047-7406-2, lire en ligne) (sur les Tonga)
- (en) Niko Besnier et Kalissa Alexeyeff, Gender on the Edge: Transgender, Gay, and Other Pacific Islanders, University of Hawaii Press, 31 décembre 2014 (ISBN 978-0-8248-4019-8, lire en ligne) (sur la liminalité du genre en Polynésie et Océanie)
- Niko Besnier, Susan Brownell et Thomas F. Carter, L'anthropologie du sport: Corps, nations, migrations dans le monde contemporain, Rue d'Ulm, 2020 (ISBN 978-2-7288-0695-9, lire en ligne)
- (en) Niko Besnier, Domenica Gisella Calabrò et Daniel Guinness, Sport, Migration, and Gender in the Neoliberal Age, Routledge, 25 octobre 2020 (ISBN 978-0-429-75150-9, lire en ligne)